# Nana Mensah
Nana-Yaw Amankwah-Mensah (New York, 19 gennaio 1989) è un calciatore beliziano, centrocampista svincolato della nazionale beliziana.